# Parzival

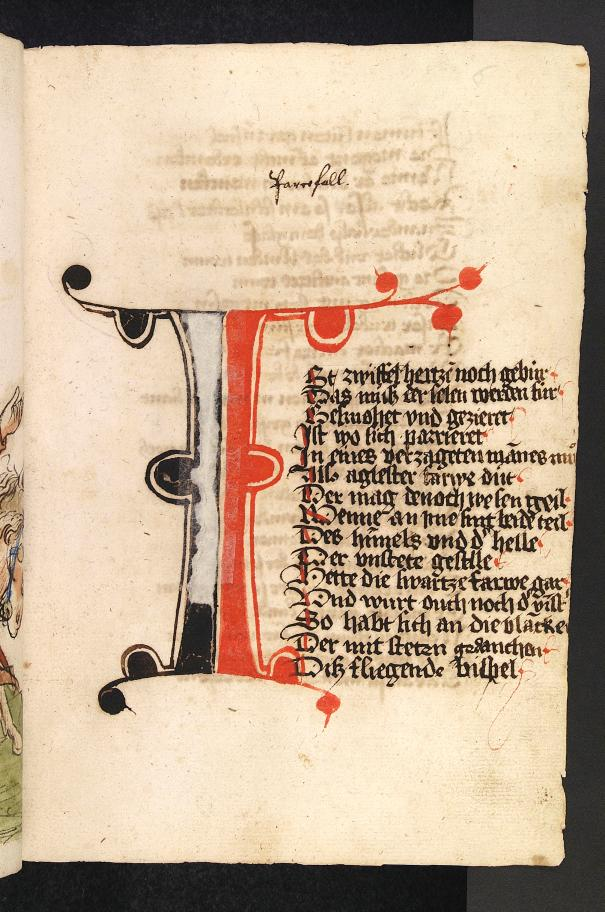
Wolfram, Parzival 1,1ss (prólogo).
Primera línea: Ist zwiffel hertzen noch gebur… (Biblioteca universitaria de Heidelberg, Codex Palatinus Germanicus, 339, fol. 6r).

Parzival es un poema épico medieval germano, obra de Wolfram von Eschenbach. Data del siglo XIII y su argumento es la vida de sir Perceval, caballero de la Mesa Redonda y de la corte del rey Arturo, y su búsqueda del Santo Grial.
Parzival comienza con las aventuras caballerescas del padre de Parzival, Gahmuret, su matrimonio con Herzeloyde (herzeleide, "dolor de corazón") y el nacimiento de Parzival. La historia continúa cuando Parzival conoce a tres elegantes caballeros, decide buscar al Rey Arturo y continúa una búsqueda espiritual y física del Grial. Una larga sección está dedicada al amigo de Parzival Gawan y sus aventuras defendiéndose de una falsa acusación de asesinato y ganando la mano de la doncella Orgeluse. Entre los elementos más llamativos de la obra están su énfasis en la importancia de la humildad, la compasión, la simpatía y la búsqueda de la espiritualidad. Un tema importante en Parzival es el amor: los actos heroicos de caballería se inspiran en el amor verdadero, que finalmente se cumple en el matrimonio.
El poema de Eschenbach fue inspirado por la última novela del francés Chrétien de Troyes llamada Perceval o el Cuento del Grial (Perceval ou le Conte du Graal, en francés), narrativa caballeresca que relata la búsqueda del santo Grial. Derivado del héroe galés Peredur, Chrétien de Troyes lo transformó en Perceval en el poema citado. Sin embargo, la historia de Chrétien de Troyes es incompleta, lo que inspiró el trabajo de algunos escritores posteriores, entre los que destaca el poema de Wolfram von Eschenbach, que a su vez inspiró a Richard Wagner la ópera llamada Parsifal.

## Sinopsis y estructura
Parzival está dividido en dieciséis libros, cada uno de ellos compuesto por varias estrofas de treinta versos de rima copla. La longitud de las estrofas cabe perfectamente en una página de manuscrito. Para el tema, Wolfram von Eschenbach adaptó en gran medida el romance del Grial, Perceval, la historia del Grial, que dejó incompleto Chrétien de Troyes. Wolfram afirmó que un tal Kyot el Provençal suministró material adicional extraído de fuentes árabes y angevinas, pero la mayoría de los estudiosos consideran ahora que Kyot es una invención de Wolfram y que forma parte de la narración ficticia.

### Contexto y comienzos
El libro I se abre con la muerte del rey Gandín, abuelo de Parzival. Su hijo mayor, Galoes, recibe el reino pero ofrece a su hermano Gahmuret la tierra del Anjou en feudo. Sin embargo, Gahmuret parte para ganar renombre. Viaja al reino africano de Zazamanc, cuya capital está asediada por dos ejércitos diferentes. Gahmuret ofrece sus servicios a la ciudad, y su oferta es aceptada por la reina Belacane. Conquista a los invasores, se casa con la reina Belacane y se convierte en rey de Zazamanc y Azagouc. Aburrido de la paz, Gahmuret se escapa en un barco, abandonando a su mujer embarazada. Más tarde, Belacane da a luz a un hijo, Feirefiz (cuya piel está moteada de blanco y negro).
En el Libro II, Gahmuret regresa a Occidente, donde conoce y se casa con la reina Herzeloyde. Sin embargo, siempre inquieto, pronto vuelve a luchar por los Baruch en el Lejano Oriente, donde más tarde es asesinado por un conocido traicionero.
El Libro III cuenta cómo la embarazada Herzeloyde, desconsolada por la muerte de su marido, se retira a una apartada morada en el bosque y jura proteger a su nuevo hijo, Parzival, de los caminos de la caballería a toda costa, criándolo totalmente ignorante de la caballería y de los caminos de los hombres. Su reclusión se ve interrumpida por el paso de tres caballeros que le hablan de la corte del Rey Arturo en Camelot. Enamorado, decide unirse a la corte de Arturo. Su madre, desconsolada por la noticia de su decisión, le permite partir, vistiéndole con ropas de tonto con la esperanza de que los caballeros se nieguen a acogerlo. Poco después de su partida, ella muere, totalmente desolada.

### Libro 2
Tras llegar al Reino de Castilla Gahmuret, se desplaza de Sevilla a Toledo para visitar a su primo Kaylet, el rey de Castilla. Este ha viajado a Gales, donde se celebra un importante torneo en el que los caballeros más poderosos del mundo se disputan la mano de la reina y el reino mismo. Gahmuret no tarda en llegar allí, donde causa gran expectación por la fama que le precede. Finalmente hace honor a ésta y participa con gran éxito, pero no puede disfrutar de ellos ya allí se entera del fallecimiento de su hermano Galoes y de su madre, cuyo corazón no soportó este golpe tras haber perdido ya a su marido.
Gahmuret no desea el trono de Gales ni a su reina, y sólo ha luchado por su espíritu de caballero, pero la reina Herzeloyde, prendada de él, le hace saber que ella está en su derecho. Él, sin embargo, y aunque sin olvidar a Belakane, sí accede a otro amor que le pretende, el de la reina de Francia, Amphlise, de la que siempre estuvo enamorado. Ésta, recientemente viuda, le ofrece su corazón y su reino.
Finalmente un juez decide sobre el asunto y el honorable caballero debe cumplir con su deber y aceptar a Herzeloyde, olvidándose de Amphlise y Belakane. Finalmente su relación será feliz para ambos, salvo que él es sincero y le dice lo que hizo con Belakane y le pide que pueda ir en busca de aventuras. Así ocurre que el califa de Bagdad está en apuros y vuelve a ayudarle, si bien en este empeño se le acabará la suerte y perderá la vida.
Los honores y el recuerdo de su amado no aplacan el dolor de la reina galesa, embarazada de un niño. Ella se dedicará en cuerpo y alma a Parzival, el hijo fruto de su relación con su amado marido. El niño nace sano y grande.
Al final de este libro Wolfram aparece repentinamente para presentarse también como caballero e ironizar sobre la importancia o calidad de la obra que está transmitiendo.

### Libro 3
Herzeloyde se retira al bosque de Soltane para proteger a su hijo. Alejada del ambiente de la corte, lleva una vida más humilde y rural en la que incluso prohíbe cualquier educación o información sobre la vida caballeresca. Un simple arco que el mismo se fabrica, así como otras armas arrojadizas como dardos y lanzas, es toda la práctica de estas características que él puede lograr. Si bien se muestra como un niño sensible e incluso temeroso, no tardan en apreciarse sus verdaderas dotes en la caza.
Un día quiere la casualidad que se encuentre varios caballeros cuando está de caza y conoce por ellos mismos en que consiste ser caballero y que un rey llamado Arturo le puede conceder este honor. Tras preguntar a su madre, esta con gran pena tiene que hablarle algo de su propia historia y del oficio de caballero, aunque sólo lo justo, con el afán de no incrementar el interés del joven. No obstante, él está dispuesto a conocer ese mundo y Herzeloyde tiene que acceder a suministrarle un caballo y la vestimenta adecuada. Ella se aprovecha de su ignorancia para darle un mal caballo y disfrazarle de bufón, con la esperanza de que sea pronto rechazado en la corte y regrese.
No obstante, la determinación del joven es total y despuntar el amanecer sale en busca de aventuras. Su madre muere de dolor.
Parzival intenta seguir todo los buenos consejos que le dio su madre, como saludar a todas las personas con dignidad y apreciar los conocimientos que le puedan transmitir los ancianos. No obstante, por culpa de su inexperiencia e ignorancia en ese nuevo mundo, los malinterpreta, cuando roba y abusa de una dama, recordando el consejo de su madre de que tomase los anillos de estas.
Cuando prosigue camino encuentra a la joven Sigune, llorando junto a un caballero muerto. Cuando ambos comienzan a conversar y él le ofrece su consuelo, ésta se da cuenta de que realmente son primos y le habla de su madre, de su padre, y de sus orígenes, incluso le informa de que ese caballero ha muerto por defender sus reinos. Él se lo agradece y continúa todavía más deseoso hacia la corte del rey Arturo. Al llegar allí, frente al palacio, se encuentra con un caballero llamado Ither que está apesadumbrado por un malentendido en el que arrojó vino sobre la mujer del rey Arturo, Genoveva, durante una discusión en la que reclamaba unas posesiones. Éste le pide que en su nombre pida disculpas por este acto y que devuelva la copa en su nombre.
Cuando, no sin cierta mofa y momentos de desconfianza, se le permite conocer al rey Arturo, le hace saber su deseo de ser armado caballero. Él rey, respetuosamente, entreviendo la nobleza y la insuperable belleza del joven, le dice que no puede armarle caballero sin algún mérito y sin poseer armadura.
Finalmente, obedeciendo a su arrojo y e ignorancia juveniles, irá a reclamar su armadura al caballero que había encontrado antes. Ither le dice que si el rey Arturo se la ha ofrecido, también le habrá ofrecido su vida, y comienza a luchar con él. Inesperadamente, y aunque Parzival desconoce que es un arma prohibida en la caballería, se defiende arrojándole un dardo que le atraviesa la cabeza. Conseguida su primera victoria, y sin dar en un primer momento más importancia a su villano acto, se apodera del caballo y la armadura de Ither.
Ya ataviado con su nuevo noble atuendo, prosigue su camino sin un rumbo fijo, hasta llegar a Graharz, donde el monarca Gournemans le recibe como un hijo al reconocer su noble origen e intentar llenar el vacío de sus tres hijos muertos. Falto de educación en caballería y otras costumbres nobles, emprende su educación, descubriendo sus grandes cualidades. Cuando ya es su intención que se convierta en el descendiente de sus bienes y se case con su hija Liase, Parzival le dice que debe ganarse el derecho de ser caballero antes de regresar para cumplir este deseo.

### Libro 4
En el proseguir de su camino llega Parzival a una ciudad temerosa y empobrecida llamada Beaurepaire, en la que es protagonista el hambre hasta entre los nobles. Sólo cuando anuncia su intención pacífica es aceptado a pasar y presentado a la reina Condoir-amour, que no duda que sea una de las mujeres más guapas del mundo, incluso más que todas las bellas damas que ya había ido conociendo.

### El fracaso de Parzival en el Castillo del Grial - Admisión a la Mesa Redonda (Libros V–VI)

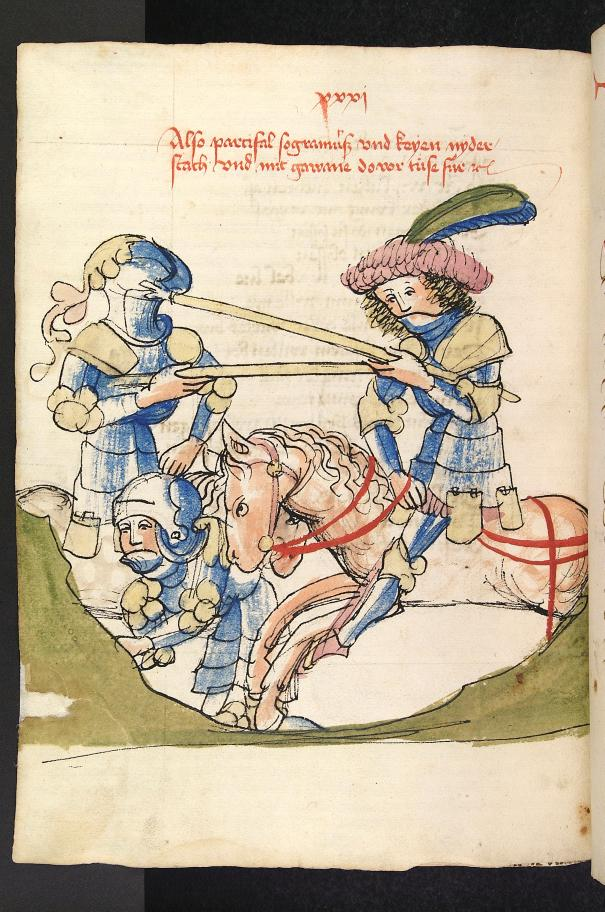
Parzival derrotó a Segramors y pelea con Keye (UB Heidelberg, Cod. Pal. germ. 339, fol. 208v)

Cuando se le pregunta sobre un lugar para pasar la noche, un pescador dirige a Parzival a un castillo cercano en el lago Brumbane, donde experimenta una serie de eventos misteriosos: la tripulación del castillo obviamente está muy feliz con su apariencia, pero al mismo tiempo parece estar ser profundo dolor. En el salón de baile del castillo vuelve a encontrarse con el pescador; es el señor del castillo , Anfortas , que sufre una grave enfermedad. Los fuegos de leña de aloe están ardiendo debido a la enfermedad del rey. Antes de la comida, se lleva una lanza sangrante a través de la habitación, lo que provoca fuertes lamentos en la sociedad de la corte reunida. Luego, en un complicado proceso, 24 jóvenes nobles sirven los preciados cubiertos, y finalmente la reinaRepanse de Schoye trajo el Grial, con Wolfram, una piedra que misteriosamente trae la comida y las bebidas como una " mesa puesta ". Y al final, el señor del castillo le dio a Parzival su propia espada preciosa como regalo, un último intento de animar al caballero silencioso a pedir, con la que, según el narrador, habría redimido al rey enfermo. Como había sido inculcado por Gurnemanz como un comportamiento cortesano apropiado, Parzival anula ahora cualquier pregunta sobre los sufrimientos de su anfitrión o sobre el significado de las extrañas ceremonias.
A la mañana siguiente el castillo está desierto; Parzival intenta en vano seguir las huellas de los cascos de los caballeros. En cambio, en el bosque, se encuentra por segunda vez con Sigune, de quien toma el nombre del castillo: Munsalvaesche .- y se entera del señor del castillo y que el propio Parzival sería un rey poderoso con la posición social más alta si le hubiera preguntado al señor del castillo sobre su sufrimiento y así lo redimiera a él y a la sociedad del castillo. Cuando tiene que admitir ante Sigune que no era capaz de una sola pregunta de simpatía, ella lo desacredita, lo llama maldito y rechaza todo contacto posterior. Inmediatamente después, Parzival se encuentra por segunda vez con otra dama: Jeschute. Al jurarle a Orilus que no tuvo una relación sentimental con ella, al menos puede corregir su mal comportamiento en la primera reunión en la medida en que Yeshuth sea rehabilitado socialmente y aceptado como esposa nuevamente.
Finalmente, hay otra variación de la trama del leitmotiv: Parzival llega a la sociedad artúrica por segunda vez. Arthur había partido con el único propósito de encontrar al ahora famoso 'Caballero Rojo', y esta vez Parzival es admitido en la Mesa Redonda con todos los honores de la corte; ha subido así a la cumbre mundana de la carrera caballeresca. La mesa redonda se reúne para una comida, pero todas las contradicciones, malas conductas y rivalidades internas mencionadas anteriormente solo parecen haber sido perdonadas y superadas. Además de Parzival, Gawan , sobrino de Arturo, es otro héroe caballeresco con reputación cortesana, su coraje en la batalla y su dignidad aristocrática que el narrador destaca expresamente.
Pero exactamente en este momento de máxima exhibición de esplendor y autoafirmación de la sociedad aristocrática típica-ideal, aparecen dos figuras que, con amargas maldiciones y acusaciones contra el honor caballeresco, destruyen el estado de ánimo alegre de Gawan y Parzival y provocan el fin inmediato de la reunión festiva: el feo mensajero del Grial , Cundrie la Surziere maldito Parzival lamenta su fracaso en el Castillo del Grial y describe su presencia en la corte de Arturo como una desgracia para la sociedad caballeresca en su conjunto. Además, llama la atención del grupo sobre el hecho de que el mundo de la caballería no está tan bien ordenado como la alegre convivencia podría hacer creer. Cundrie habla del cautiverio de muchos cientos de mujeres nobles y doncellas en el castillo.schastel marveile , incluidas las parientes femeninas más cercanas de Gawan y Arthur. Finalmente, Kingrimursel , el landgrave de Schanpfanzun , acusa a Gawan del asesinato a traición del rey de Ascalun y lo desafía a una batalla judicial .
La idea superficial de Parzival de Dios se muestra en el hecho de que atribuye su fracaso en el Castillo del Grial a la falta de cuidado de Dios, quien podría haber mostrado su omnipotencia para redimir a Anfortas y así proteger a su fiel servidor Parzival de la ignominiosa maldición de Cundrie. Como en una relación feudal, Parzival renuncia al servicio de Dios; este juicio erróneo de la relación entre Dios y los seres humanos luego se convierte en un odio total hacia Dios.
El héroe epónimo abandona inmediatamente la Mesa Redonda y se embarca en una búsqueda solitaria del Grial que dura años. También se convierte en una figura marginal en la narrativa de los siguientes libros, que se centran en las aventuras de Gawan .

### Las aventuras de Gawan en Bearoshe y Schanpfanzun (Libros VII-VIII)
Las tramas de Parzival y Gawan varían el mismo problema básico desde diferentes perspectivas: ambos protagonistas, como heroicos caballeros, son desafiados repetidamente a restaurar el orden perdido del mundo cortesano. Parzival falla regularmente en esta tarea porque su educación caballeresca paso a paso demuestra ser inadecuada en relación con la tarea más difícil que sigue.
Gawan, por otro lado, encarna la caballería ideal desde la primera aparición. Él también tiene que lidiar con los problemas de la sociedad cortesana con tareas cada vez más difíciles; todas las dificultades en que se ve arrojado tienen su causa en conflictos de amor y de honor. Gawan, sin embargo, demuestra ser capaz de resolver los problemas resultantes a través de la diplomacia y las batallas, incluso si él mismo, como a su vez Parzival, no permanece fiel a una esposa durante años.
De camino a Ascalun para la batalla judicial contra el landgrave de Schanpfanzun Kingrimursel, Gawan pasa por la ciudad de Bearoshe y es testigo de los preparativos para la guerra: el rey Meljanz de Lizpone sitio a la ciudad de su propio vasallo porque Obie, la hija del señor de la ciudad, ha rechazado su cortejo. La situación se complica por el hecho de que Gawan inicialmente está completamente desmotivado por Obie con falsas acusaciones de que es un estafador, pero luego, después de la aclaración, el asediado príncipe le pide ayuda caballeresca. El honor de Gawan como caballero dicta que acceda a esta solicitud, pero no quiere involucrarse en la lucha porque siente la obligación de llegar a Ascalun a tiempo y ileso . obilote, la hermana pequeña de Obie, finalmente logra con encanto infantil persuadir a Gawan para que participe en las batallas como su caballero; y Gawan decide la guerra cuando captura a Meljanz. Se muestra a sí mismo como un mediador inteligente cuando entrega los prisioneros al pequeño Obilot y así le deja con éxito a ella reconciliar a Meljanz y Obie.
El pasaje del texto central, el cortejo de Obilot por la ayuda caballeresca de Gawan, recibe un acento cómico por la extrema diferencia de edad entre los dos; Gawan responde en broma a los avances de Obilot en el marco de las convenciones cortesanas. Sin embargo, la próxima aventura de Minne, en pareja con Antikonie , la hermana del rey de Ascalun , esta vez una mujer atractiva, se convierte en un grave peligro para la vida del héroe. Gawan se encuentra con el rey Vergulaht , cuyo padre se dice que mató, mientras cazaba, y el rey lo encomienda a la hospitalidad de su hermana en Schampanzun.. El deseo sexual apenas velado de Gawan y el evidente interés mutuo de Antikonie ponen a los dos en una situación comprometedora; cuando son descubiertos, la gente del pueblo se moviliza francamente militarmente contra la supuesta intención de violación de Gawan. Debido a que Gawan está desarmado, los dos solo pueden resistir los siguientes ataques con dificultad.La situación de Gawan se vuelve completamente insostenible cuando el mismo Rey Vergulaht interviene en la lucha contra él.
Gawan, sin embargo, Kingrimursel le había asegurado un salvoconducto hasta la batalla judicial; por eso ahora se yergue protectoramente frente al caballero y, por lo tanto, frente a su propio rey. Las acaloradas discusiones subsiguientes en el círculo de asesores del Rey conducen a un compromiso que le permite a Gawan salvar las apariencias y salir de la ciudad libremente: la batalla judicial se pospone (finalmente no tendrá lugar ya que se probará la inocencia de Gawan) y Gawan recibe la tarea de buscar el grial en el lugar del rey.

### La búsqueda del Grial
En el Libro IX, nos enteramos de que Parzival lucha por el bien pero sufre por su alejamiento de Dios. Después de casi cinco años de vagabundeo y lucha, de los combates obtiene un nuevo caballo, propiedad de un caballero del Grial, y este caballo le lleva un Viernes Santo a Trevrizent, a quien se presenta como pecador penitente. Se queda con este hombre santo durante catorce días y aprende sobre el significado oculto de la vida y el verdadero significado del Grial, y también es informado de que su madre es la hermana del Rey del Grial. Da un paso hacia una vida de comprensión espiritual. A través de su soledad y de su anhelo por el Grial y por Condwiramurs, se sitúa fuera del mundo de Arturo. Está llamado a otro mundo, el del Grial.
Los libros X a XIV narran los intentos de Gawan por conseguir la mano de la doncella Orgeluse.
En el libro XV, Parzival lucha con un caballero que parece más hábil que él. La espada de Parzival se rompe pero, en lugar de matarlo, el otro caballero no ve ningún honor en tal hazaña y ambos se retiran a la hierba. Allí se enteran de que comparten el mismo padre. "Estuve en contra de mí mismo", le dice Parzival a Feirefiz, su hermano desde la distancia. De nuevo aparece Cundrie y proclama ahora que el nombre de Parzival ha aparecido en el Grial, marcándolo como el nuevo Rey del Grial.
Durante su viaje al Grial, en el Libro XVI, Parzival se reúne con su esposa y toma a Feirefiz como compañera. Feirefiz no puede ver el Grial, pero puede ver a la doncella del Grial y enseguida se enamora de ella.

## Las mujeres enParzival
El lugar de la mujer en la literatura alemana medieval era en general exaltado y Wolfram como autor lo refleja haciendo de la feminidad un ideal para sus personajes.  Los personajes como el de Herzeloyde, Sigune y Condwiramurs no sólo están íntimamente involucrados en la búsqueda de Parzival sino que también están estrechamente relacionados con el propio Grial.
El personaje de Herzeloyde, la madre de Parzival, es una mujer virtuosa. Con una devoción desinteresada y la humildad que es otro atributo vital para el Rey del Grial y como descendiente de la familia del Grial, hace la elección consciente e inconsciente de guiar a Parzival en la búsqueda para tomar su lugar predestinado como siguiente en el linaje. Su consejo se interpreta en el contexto de la búsqueda del amor y de Dios como una guía para estar mejor preparado para enfrentarse al Grial.
El parentesco femenino de Sigune es la siguiente guía que Parzival encontrará. Su aparición (en tres ocasiones en el relato) es esencial y se produce en cada ocasión en una etapa significativa de su progreso, en un momento en el que necesita urgentemente algún tipo de orientación. Su primera contribución es la de proporcionar a Parzival su identidad, un detalle esencial para un hombre que su madre no fue capaz de impartir. Lo dirige a la Corte de Arturo y, al hacerlo, lo dirige a la búsqueda. En su segundo encuentro, ella lo regaña por no haber comprendido la naturaleza de su búsqueda y su objetivo, empujándolo finalmente a la expiación necesaria para comprender plenamente su deber como Rey del Grial. En tercer lugar, el último encuentro entre Parzival y Sigune es un reconocimiento silencioso, su vida es una oración en sí misma que anticipa el mismo estado para Parzival.
La última mujer para Parzival es su esposa, Condwiramurs. Su papel radica en el "amor de una esposa devota". Es interesante porque su vitalidad radica en lo que es, más que en su orientación específica a Parzival. En el momento en que Parzival debe reconocer su incapacidad para poseerla, la abandona y no regresa. Su significado simbólico permite que su personaje sea una guía en cuanto a la disposición de Parzival. En última instancia, tanto el Grial como Condwiramurs se combinan para formar el objetivo de Parzival. Ella le estimula en su búsqueda y, como el propio Grial, es una inspiración y una recompensa. Al final, su guía está mejor representada por su nombre en el Grial, así como en Parzival.

## Ediciones y traducciones
Ediciones en español:
- Wolfram von Eschenbach, Parzival. Siruela 1999. ISBN 978-84-7844-446-5. Traducción de Antonio Regales.